# Thomas Nuttall
Thomas Nuttall (5 gennaio 1786 – 10 settembre 1859) è stato un botanico e zoologo britannico che ha vissuto e lavorato negli Stati Uniti dal 1808 al 1841.
Nuttall è nato nel villaggio di Long Preston, vicino Settle nel West Riding of Yorkshire e ha passato alcuni anni come apprendista stampatore nel Regno Unito. Poco dopo essersi trasferito negli Stati Uniti incontrò il professor Benjamin Smith Barton a Filadelfia, che lo incoraggiò ad assecondare il suo interesse per la storia naturale.
| Nutt. è l'abbreviazione standard utilizzata per le piante descritte da Thomas Nuttall. Consulta l'elenco delle piante assegnate a questo autore dall'IPNI. |